# Тягунский сельсовет (Заринский район)
Тягунский сельсовет — муниципальное образование со статусом сельского поселения и административно-территориальное образование в Заринском районе Алтайского края России. Административный центр — станция Тягун.

## Население
| 1997  | 1998  | 1999  | 2000  | 2001  | 2002  |
| ----- | ----- | ----- | ----- | ----- | ----- |
| 35    | ↗43   | ↘39   | ↗2630 | ↘2404 | ↘2334 |
| 2003  | 2004  | 2005  | 2006  | 2007  | 2008  |
| ↘2244 | ↘2157 | ↗2201 | ↗2230 | ↘2161 | ↘2056 |
| 2009  | 2010  | 2011  | 2012  | 2013  | 2014  |
| ↘2021 | ↗2039 | ↘2028 | ↘1976 | ↘1943 | ↘1906 |
| 2015  | 2016  | 2017  | 2018  | 2019  | 2020  |
| ↘1858 | ↘1804 | ↘1747 | ↘1735 | ↘1691 | ↘1652 |
| 2021  |       |       |       |       |       |
| ↘1648 |       |       |       |       |       |

По результатам Всероссийской переписи населения 2010 года, численность населения муниципального образования составила 2039 человек, в том числе 973 мужчины и 1066 женщин. Оценка Росстата на 1 января 2012 года — 1976 человек.

## Населённые пункты
В состав сельского поселения входит 2 населённых пункта:
- разъезд Анатолия,
- станция Тягун.

Тягун-Таловский — упразднённый посёлок, исключён из учётных данных и состава Тягунского поссовета в  1983 году.